# Mkdir
mkdir est une commande Unix permettant de créer des répertoires. mkdir est l'abréviation de make directory (termes anglais signifiant « créer répertoire »). Cette commande est également connue sous le nom md (make directory) sur d'autres systèmes d'exploitation.

## Paramètres
Les trois principaux paramètres de mkdir sont :
- -p pour parents : création de toute l'arborescence menant au dossier si elle n'existait pas (voir les exemples d'utilisation) ;
- -v pour verbose : informe par le message mkdir: created directory 'test' pour chaque répertoire créé (voir les exemples d'utilisation) ;
- -m=... pour mode : permet de créer le répertoire avec des permissions prédéfinies (on note les permissions dans m=permissions, voir les exemples d'utilisation).
  - Mode prend en paramètre un nombre à 3 chiffres représentant les permissions à attribuer au fichier, voir la commande chmod.

## Exemples d'utilisation
Exemple d'un usage basique de la commande
```
$ cd ~
$ mkdir java
$ cd java
$ pwd
/home/Jean-Paul/java
```

Dans l'exemple ci-dessus on remarque que l'on peut créer plusieurs répertoires en une commande et même plusieurs répertoires déjà imbriqués les uns dans les autres avec la commande mkdir.
```
$
 
cd
 
/
$
 
mkdir
 
/dossier1/dossier2
$
 
ls
bin
  
dossier1
  
dev
  
home
        
initrd.img.old
  
lib64
       
media
  
opt
   
root
  
sbin
  
sys
  
usr
  
vmlinuz
boot
  
etc
  
initrd.img
  
lib
             
lost+found
  
mnt
    
proc
  
run
   
srv
   
tmp
  
var
  
vmlinuz.old

$
 
cd
 
/dossier1/dossier2
$
 
mkdir
 
dossier1
 
dossier2
 
dossier3
$
 
ls
dossier1
 
dossier2
 
dossier3

```

Exemple avec les paramètres mode et verbose
```
#Exemple avec le paramètre verbose qui affiche les répertoires créés

$
 
mkdir
 
test
 
-v
mkdir:
 
created
 
directory
 
'test'

#Exemple d'usage de du paramètre mode qui permet de préciser les droits d'accès au fichier

mkdir
 
test
 
-m
=
777
    
#On attribue tous les droits au répertoire créé

```

## Autres systèmes

### DOS/Windows
Cette fonction existe sous MS-DOS et Windows NT. Elle peut également être abrégée en  md.

### Programmation
La commande mkdir est présente également dans le domaine de la programmation informatique sous l’apparence d'une fonction.

#### Fonction C
En langage C (et C++) la fonction mkdir existe dans la bibliothèque standard de gestion de fichier sys/stat.h et permet comme la commande linux de créer un répertoire
```
#include <sys/stat.h>
int mkdir(const char *pathname, mode_t mode);
```

mkdir crée un nouveau répertoire nommé pathname.
mode spécifie les permissions à appliquer au répertoire. Cette valeur peut être modifiée par le umask du processus : les permissions du répertoire effectivement créé vaudront (mode & ~umask).
Valeur retournée: mkdir renvoie 0 s'il réussit, ou 1 s'il échoue, auquel cas errno contient le code d'erreur.

#### Fonction PHP
mkdir existe depuis PHP4.
La fonction php prend en paramètres :
- pathname : Qui représente le chemin du répertoire.
- mode : comme le paramètre de la commande UNIX permet de prédéfinir les permissions d'accès au répertoire.
  - *mode est ignoré sous Windows
  - "Notez que vous aurez à préciser le mode en base octale, ce qui signifie que vous aurez probablement un 0 comme premier chiffre. Le mode sera aussi modifié par le umask courant, que vous pouvez modifier avec la fonction umask()."
- recursive : Permet la création de répertoires imbriqués spécifiés dans le pathname.
- context (PHP 5) : "Pour une description des contextes, référez-vous à Flux"[1].